# Anna van Litouwen
Anna van Litouwen , geb. Aldona, (1309 — Krakau, 26 mei 1339) was een dochter van de paganistische vorst Gediminas van Litouwen en diens echtgenote Jewna. Zij kwam in 1325 naar Polen om te trouwen met de Poolse kroonprins Casimir die in 1333 koning van Polen werd. In datzelfde jaar werd zij gedoopt en nam daarbij de naam Anna aan.
Het huwelijk was een politieke manoeuvre om het Pools-Litouwse bondgenootschap tegen de Duitse Orde te verstevigen. Het huwelijk was een voorteken van de Unie van Krevo (1385) en de Unie van Lublin (1569), die eindigden in het Pools-Litouwse Gemenebest. De huwelijksovereenkomst bepaalde dat Gediminas alle 25.000 Poolse gevangenen vrijliet.
Anna was diepgelovig en hield van muziek; zij had steeds muzikanten bij zich. Casimir stond bekend om zijn talrijke liefdesaffaires. Hij zou na Anna's dood nog drie maal trouwen.
Het paar had twee dochters:
- Elisabeth (1326-1361), in 1343 gehuwd met hertog Bogislaw V van Pommeren
- Cunigonde van Polen (ca. 1328-1357), in 1352 gehuwd met hertog Lodewijk VI van Beieren, een zoon van keizer Lodewijk de Beier.

- Gemeinsame Normdatei: 1069177318
- International Standard Name Identifier: 0000 0001 1241 2430
- Virtual International Authority File: 311129282
- WorldCat: E39PBJk8WFtQPgpdMfDXwqq84q